# Буддха Лоетла Нафалай
Буддха Лоетла Нафалай, он же Рама II (тайск. พระบาทสมเด็จพระพุทธเลิศหล้านภาลัย; 24 февраля 1767 — 21 июля 1824) — второй король Раттанакосина с 1809 по 1824. Из династии Чакри.
Период правления Рамы II было в основном мирным, без серьезных конфликтов. Его правление вошло в историю как «Золотой век литературы Раттанакосина», поскольку Рама II был покровителем ряда поэтов при его дворе, а сам король был известным поэтом и художником. Самым известным поэтом при его дворе был Сунтон Пу, автор «Пра Апаймани».

## Биография

### Ранние годы
Чао Фа (Небесный принц) Чим, сын короля Рамы I родился в 1767 году в районе Ампхава провинции Самутсонгкхрам. 
В 1767 году Королевство Аютия пала перед бирманскими захватчиками династии Конбаун. Его отец, Пхрайя Ратчабури (Буддха Йодфа Чулалок), присоединился к силам Таксина, чтобы вернуть город. При короле Таксине отец Чима быстро дослужился до высокого ранга военачальника и получил задание участвовать в кампаниях по покорению Лаоса и Камбоджи. В 1782 году король Таксин был свергнут. Основателем новой династии стал Буддха Йодфа Чулалок (в будущем получивший имя Рама I). Сам Чим был возведен в ранг принца Итсарасунтхона.

### Правление
Принц Итсарасунтхон, как старший законный сын Рамы I, вступил на престол после смерти отца в 1809 году. Во время коронации Рамы II еще не существовала королевская система нумерации имен монархов династии Чакри. Позже, его сын Рама III (Нангклао) назвал своего отца Лоетла Нафалай.
Как только Рама II взошел на трон, принц Кшатраничит, оставшийся в живых сын Таксина, восстал против власти Рамы II и заявил о своих правах на престол. Сын Рамы II-го, принц Тхап (будущий король Рама III), успешно подавил восстание, доказав, что он компетентен в государственных делах, и тем самым снискал расположение отца. Принц Тхап был возведен в Кромма Муэн, получив санскритское имя Чессадабодиндра, и стал министром иностранных дел.

### Борьба с вторжениями Бирмы
Король Бирмы Бодопайя, узнав о смерти Рамы I-го, двинул свою армию в Чумпхон и в том же году захватил Таланг (город Пхукет). Для возвращения города Таланг, король Рама II послал своего брата Маха Сенанурака, который стер его с лица земли. Эта «Талангская кампания» была последним вторжением бирманцев на территорию Таиланда.

### Внешняя политика
В 1810 году Сиам отправил к китайскому императору Цзяцину первую дипломатическую миссию.
После сиамской революции 1688 года присутствие Запада внушительно сократилось, поскольку тайские короли перестали поощрять иностранное влияние. Это, вкупе с наполеоновскими войнами, означало, что между Таиландом и иностранцами было мало контактов.
Однако, войны вызвали многие последующие изменения, которые наблюдались в Юго-Восточной Азии. Британский интерес к Малайе увеличился по мере роста торговли британцев с Китаем. Султан Кедаха, сиамский вассал, в 1786 году передал Пенанг британцам, не посоветовавшись с Сиамом, после чего британцы приобрели Себеранг Перай. Вскоре британцы заменили голландцев в качестве доминирующей военно-морской державы к югу от Сиама.
Миссия португальского губернатора Макао в 1818 году была первым официальным контактом Сиама с Западом со времен Аюттхая. Португальцы основали первое западное консульство в 1820 году. Первый официальный британский визит был возобновлен в 1822 году Джоном Кроуфордом.

## Литературная деятельность
Рама II считается автором ряда драм для театра лаконнай («внутренний театр»), включая «Инао» и «Рамакиен» (завершены в 1820), хотя поэмы на соответствующие сюжеты существовали и ранее. Также он ввел в обиход двора представления лаконнока («внешнего театра», или театра простонародья), для которого написал шесть пьес на темы из сборника «50 джатак». Его произведения включают: «Чайчет» (1814), «Кави» (1815), «Край тонг» (1816), «Манипичай» (1818), «Сонгтонг» (1818), «Сангсинчай» (1821).
Вместе с Сунтоном Пу, Прая Трангом и Кру Ми король был автором и основным редактором поэмы «Сепа о Кун Чанге и Кун Пэне». Кроме того, Рама II написал множество стихотворений в классическом стиле, включая цикл в жанре «песен гребцов», и короткие поэмы, открывающие представление «Рамакиена».

## Смерть и преемственность
В июле 1824 г. король Рама II «внезапно» умер. Как говорили, это было вызвано странгурией, но ходили слухи, что король был отравлен, Согласно теоретически действовавшему в то время правилу престолонаследия трон должен был перейти к сыну королевы Шри Суриендры – принцу Монгкуту; однако его старший сводный брат Чессадабодиндра занял престол в тот же день.